# 15071 Hallerstein
15071 Hallerstein eller 1999 BN12 är en asteroid i huvudbältet som upptäcktes den 24 januari 1999 av Črni Vrh-observatoriet i Kroatien. Den är uppkallad efter astronomen och jesuitiske missionären Ferdinand Avguštin Hallerstein.